# 12511 Патіл
12511 Патіл (12511 Patil) — астероїд головного поясу, відкритий 20 березня 1998 року.
Тіссеранів параметр щодо Юпітера — 3,571.